# Национальная галерея Канады
Национа́льная галере́я Кана́ды (англ. National Gallery of Canada, фр. Musée des beaux arts du Canada) в Оттаве — ведущий художественный музей Канады.
Музей располагает обширной коллекцией живописи, графики, скульптуры и фотографии. Основу коллекции составляют произведения канадского искусства — Тома Томсона, Эмили Карр, Алекса Колвилла и участников «Группы семи» (Group of Seven). В экспозиции представлены также произведения многих известных европейских художников. Заслуживает внимания собрание современных произведений искусства, среди которых выделяются знаменитые работы Энди Уорхола.

## История

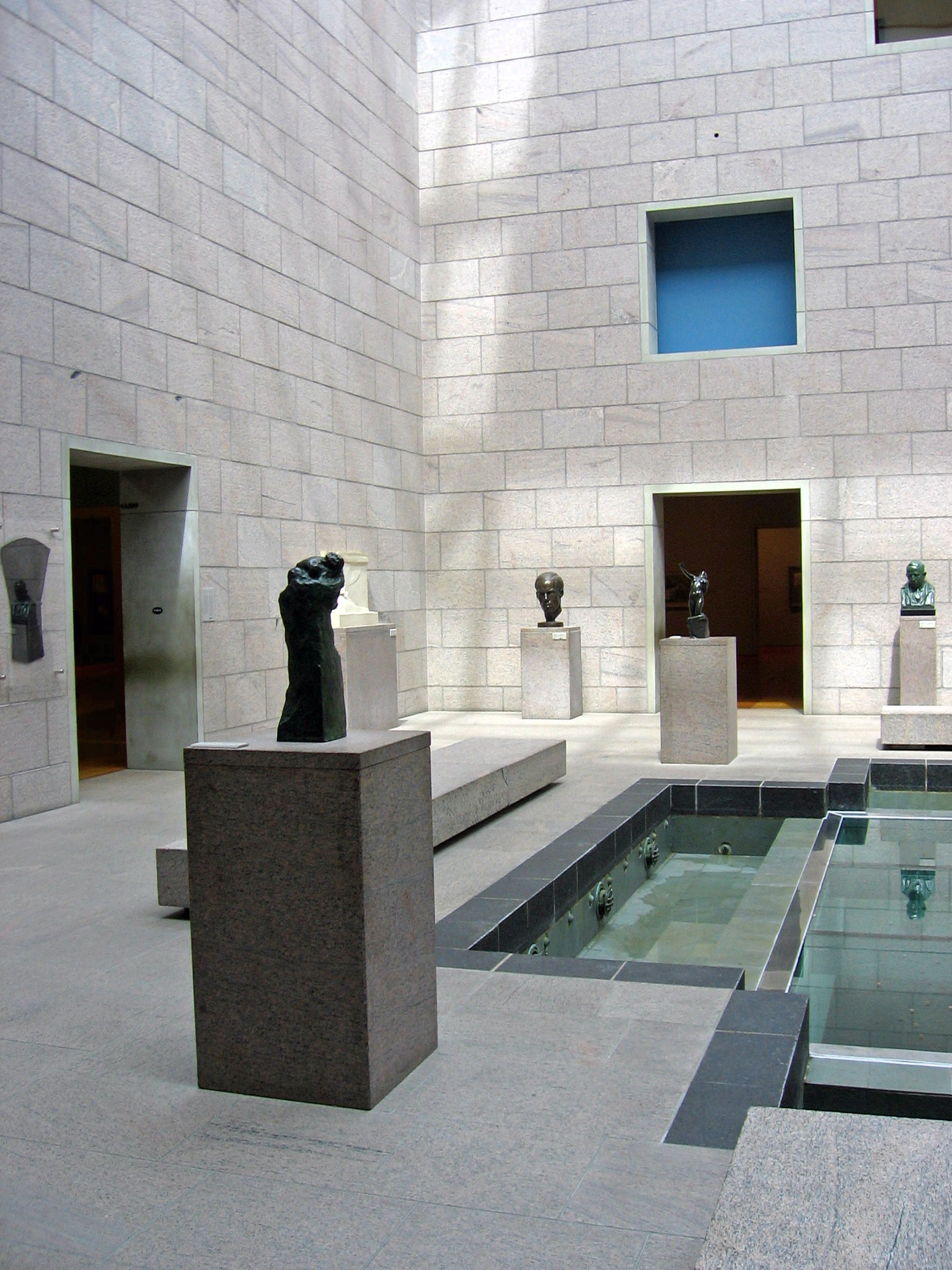
Интерьер Национальной галереи Канады

Национальная галерея Канады основана в 1880 году четвёртым генерал-губернатором Канады Джоном Дугласом Сазерлендом Кэмпбеллом, девятым герцогом Аргайльским. С 1882 года она располагалась в здании Верховного Суда Канады. В 1911 году галерея переехала в Мемориальный музей Виктории (сейчас Канадский музей природы). В 1913 году был принят Акт о Национальной галерее, регламентирующий деятельность Национальной галереи. В 1962 году галерея переехала ещё раз, уже на Элгин-стрит, а с 1988 года заняла новые помещения Канадского музея современной фотографии. Запоминающееся здание из стекла и гранита было построено по проекту израильского архитектора Моше Сафди.

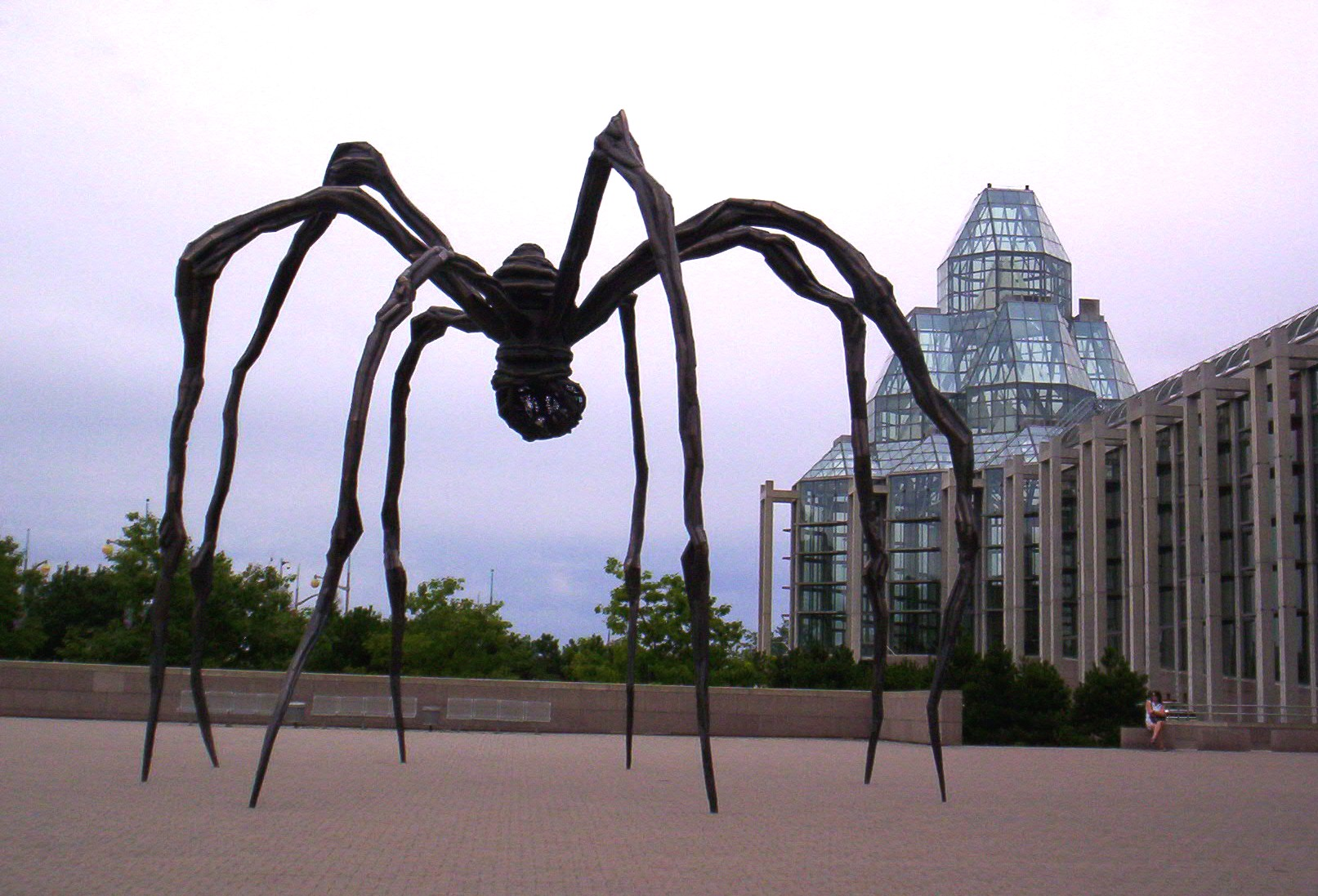
Скульптура «Мама» Луизы Буржуа у центрального входа. Высота 9 м

## Галерея

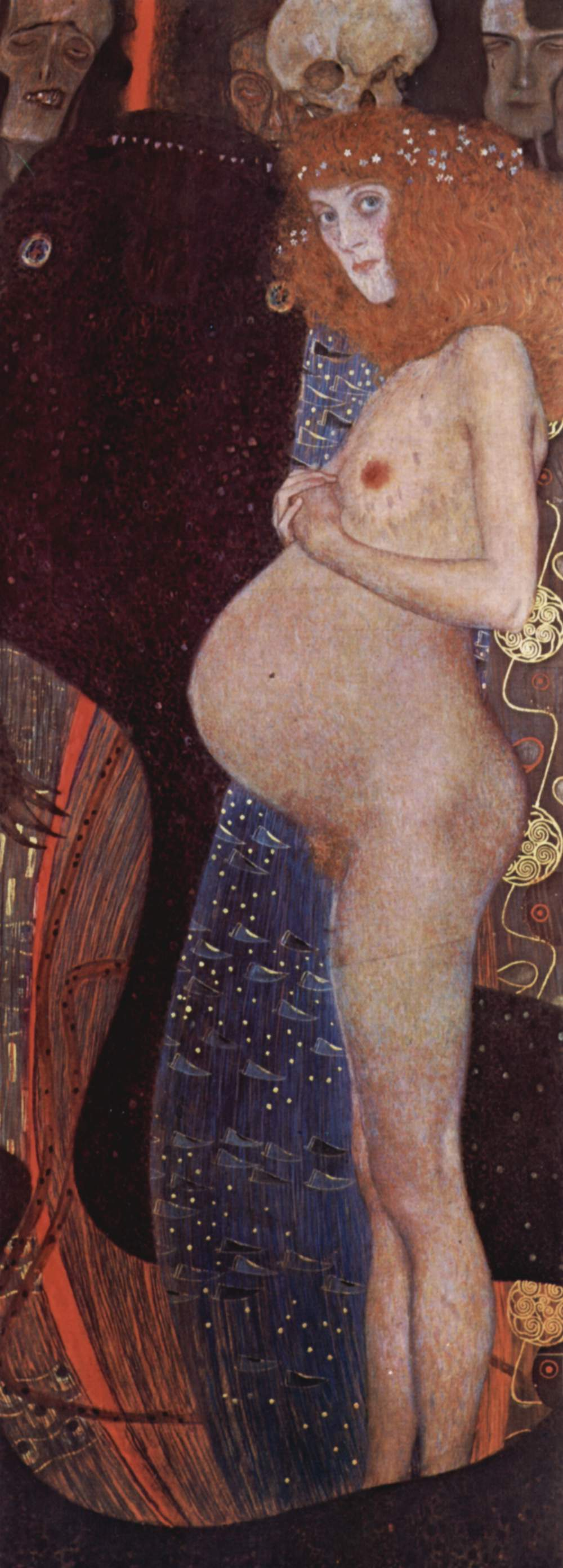
Густав Климт. Надежда I. 1902
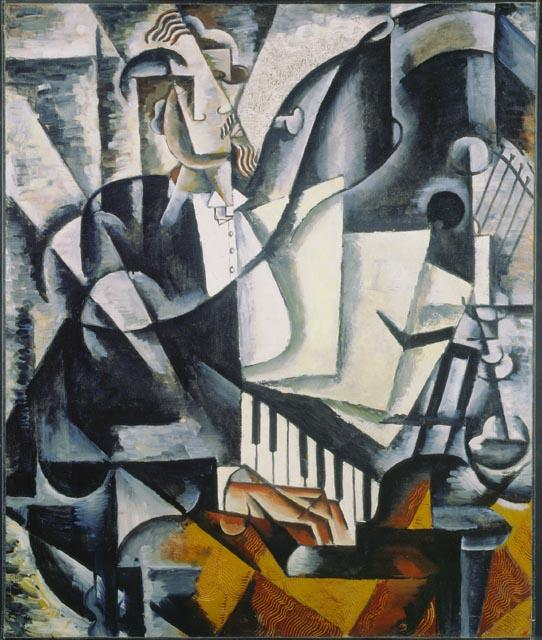
Любовь Попова. Пианист. 1914
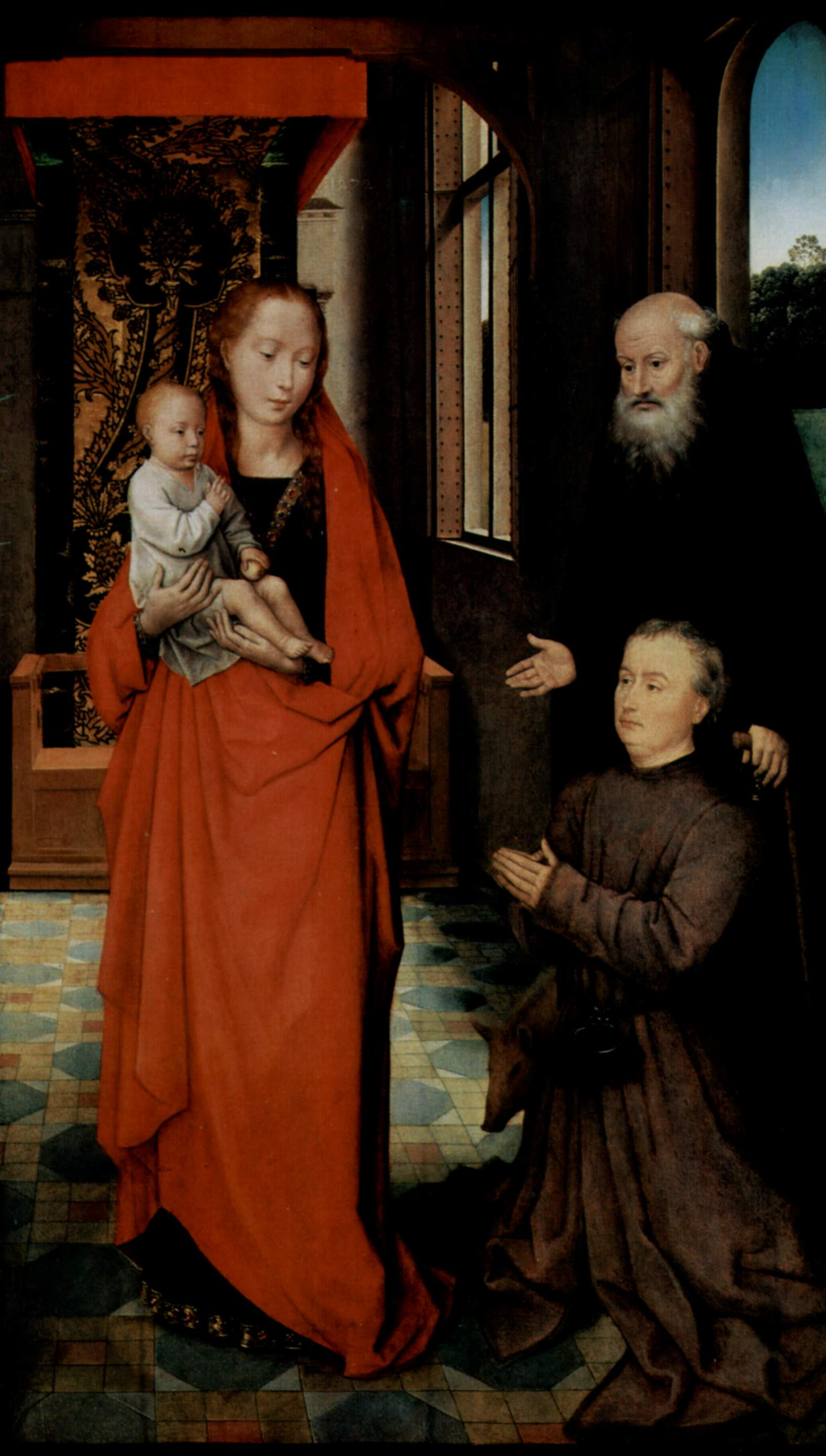
Ханс Мемлинг. Мадонна со св. Антонием и донатором. 1472
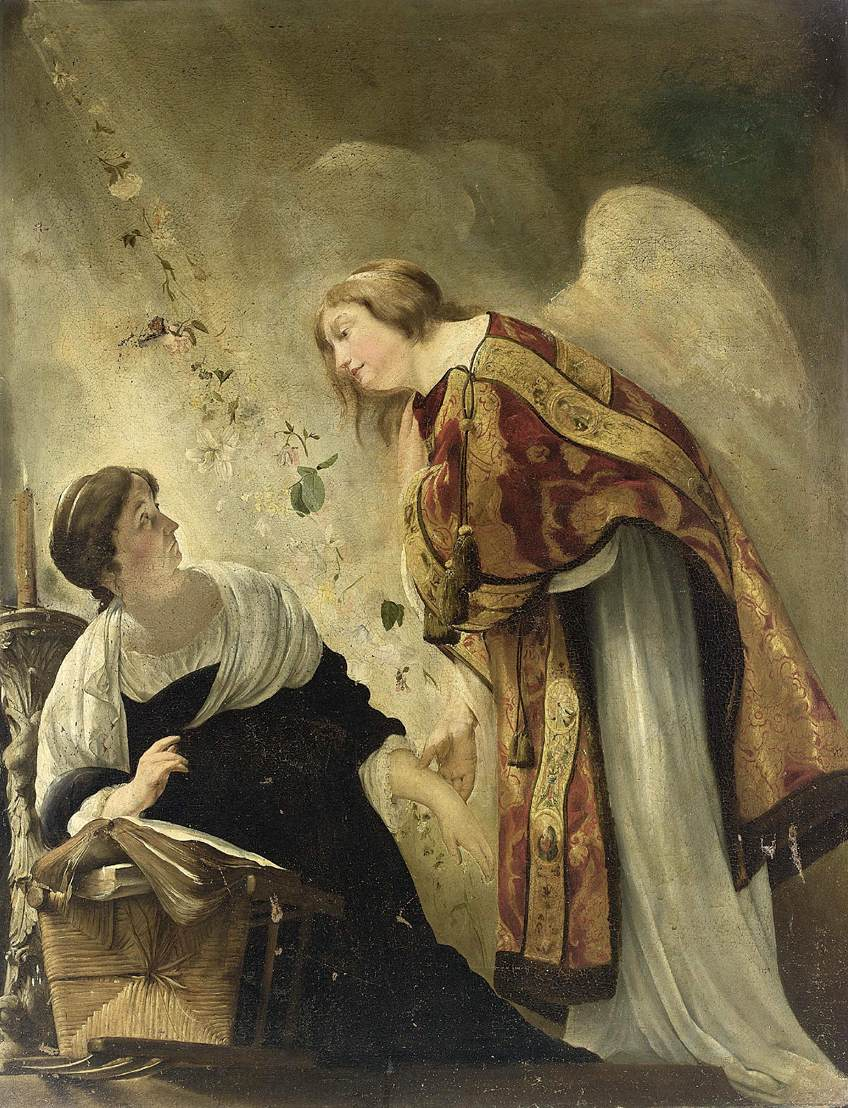
Паулюс Бор. Благовещение Гавриилом приближающейся смерти Богоматери, между 1636 и 1640
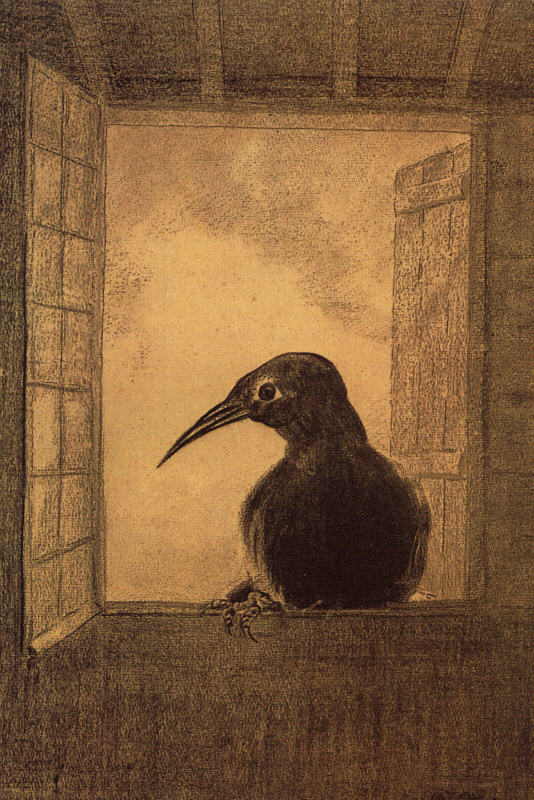
Одилон Редон. Ворон. 1882
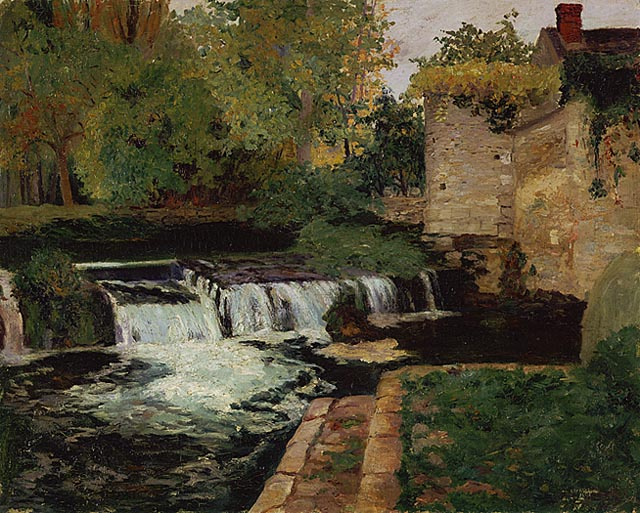
Морис Каллен. Речной поток. 1895